# 蒂莫西·格拉布
蒂莫西·格拉布（英語：Timothy Grubb，1954年5月30日—2010年5月11日），英国男子马术运动员。他曾代表英国参加1984年和1992年夏季奥林匹克运动会马术比赛，其中1984年奥运会获得一枚银牌。